# Carlo Pavesi
Carlo Pavesi (Voghera, 23 de junio de 1923-Milán, 24 de marzo de 1995) fue un deportista italiano que compitió en esgrima, especialista en la modalidad de espada.
Participó en tres Juegos Olímpicos de Verano entre los años 1952 y 1960, obteniendo en total cuatro medallas de oro: una en Helsinki 1952, dos en Melbourne 1956 y una en Roma 1960. Ganó diez medallas en el Campeonato Mundial de Esgrima entre los años 1950 y 1958.

## Palmarés internacional
| Juegos Olímpicos   | Juegos Olímpicos            | Juegos Olímpicos  | Juegos Olímpicos   |
| Año                | Lugar                       | Medalla           | Prueba             |
| ------------------ | --------------------------- | ----------------- | ------------------ |
| 1952               | Helsinki (Finlandia)        | Medalla de oro    | Espada por equipos |
| 1956               | Melbourne (Australia)       | Medalla de oro    | Espada individual  |
| 1956               | Melbourne (Australia)       | Medalla de oro    | Espada por equipos |
| 1960               | Roma (Italia)               | Medalla de oro    | Espada por equipos |
| Campeonato Mundial |                             |                   |                    |
| Año                | Lugar                       | Medalla           | Prueba             |
| 1950               | Montecarlo (Mónaco)         | Medalla de oro    | Espada por equipos |
| 1951               | Estocolmo (Suecia)          | Medalla de plata  | Espada individual  |
| 1951               | Estocolmo (Suecia)          | Medalla de plata  | Espada por equipos |
| 1953               | Bruselas (Bélgica)          | Medalla de oro    | Espada por equipos |
| 1954               | Luxemburgo (Luxemburgo)     | Medalla de oro    | Espada por equipos |
| 1954               | Luxemburgo (Luxemburgo)     | Medalla de plata  | Espada individual  |
| 1955               | Roma (Italia)               | Medalla de oro    | Espada por equipos |
| 1955               | Roma (Italia)               | Medalla de bronce | Espada individual  |
| 1957               | París (Francia)             | Medalla de oro    | Espada por equipos |
| 1958               | Filadelfia (Estados Unidos) | Medalla de oro    | Espada por equipos |